# Старые Савины (Новосавинский сельсовет)
Ста́рые Савины́ — село в Черемисиновском районе Курской области России, входит в Краснополянский сельсовет.

## География
Село расположено на правом берегу реки Тим, на противоположном берегу — деревня Исаково, к северу Старых Савинов — деревня Карасевка, к юго-востоку — крупное одноимённое село, прежний центр ныне упразднённого Старосавинского сельсовета — Старые Савины.

## История
Село до присоединения к Краснополянскому сельсовету в 2010 году входило в состав сельского поселения «Новосавинский сельсовет».

## Население
| 2002 | 2010 |
| ---- | ---- |
| 71   | ↘39  |